# Josef Schäffer
Josef Schäffer, född 2 juli 1891, var en friidrottare från Österrike. Han deltog vid olympiska sommarspelen 1912.